# Éclair (Unternehmen)
Éclair war eine französische Filmgesellschaft und ein Filmkamerahersteller in Épinay-sur-Seine. Das Unternehmen wurde am 22. April 1907 von Charles Jourjon, Ambroise-François Parnaland, Clément Maurice Gratioulet und Marcel Vandal gegründet. 1912 begann sie, Kameras zu bauen. Diese wurden weltbekannt als Cameréclair, Caméflex, NPR und ACL. Die Gesellschaft ist Anfang der 1970er Jahre vom Produzenten Harry Saltzman aufgekauft und in den 1980er Jahren an Aaton, Grenoble, verkauft worden, die die Firma schließlich auflöste.

Logo von Éclair
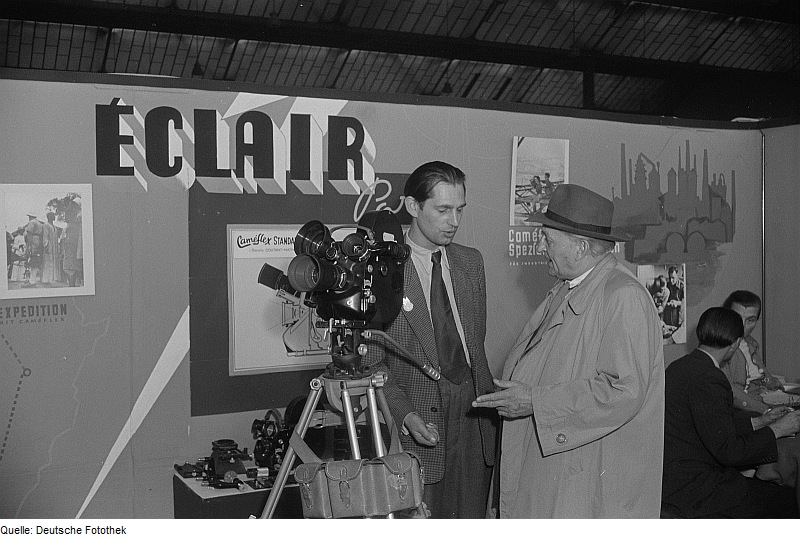
Éclair-Kamera auf der Leipziger Messe 1952
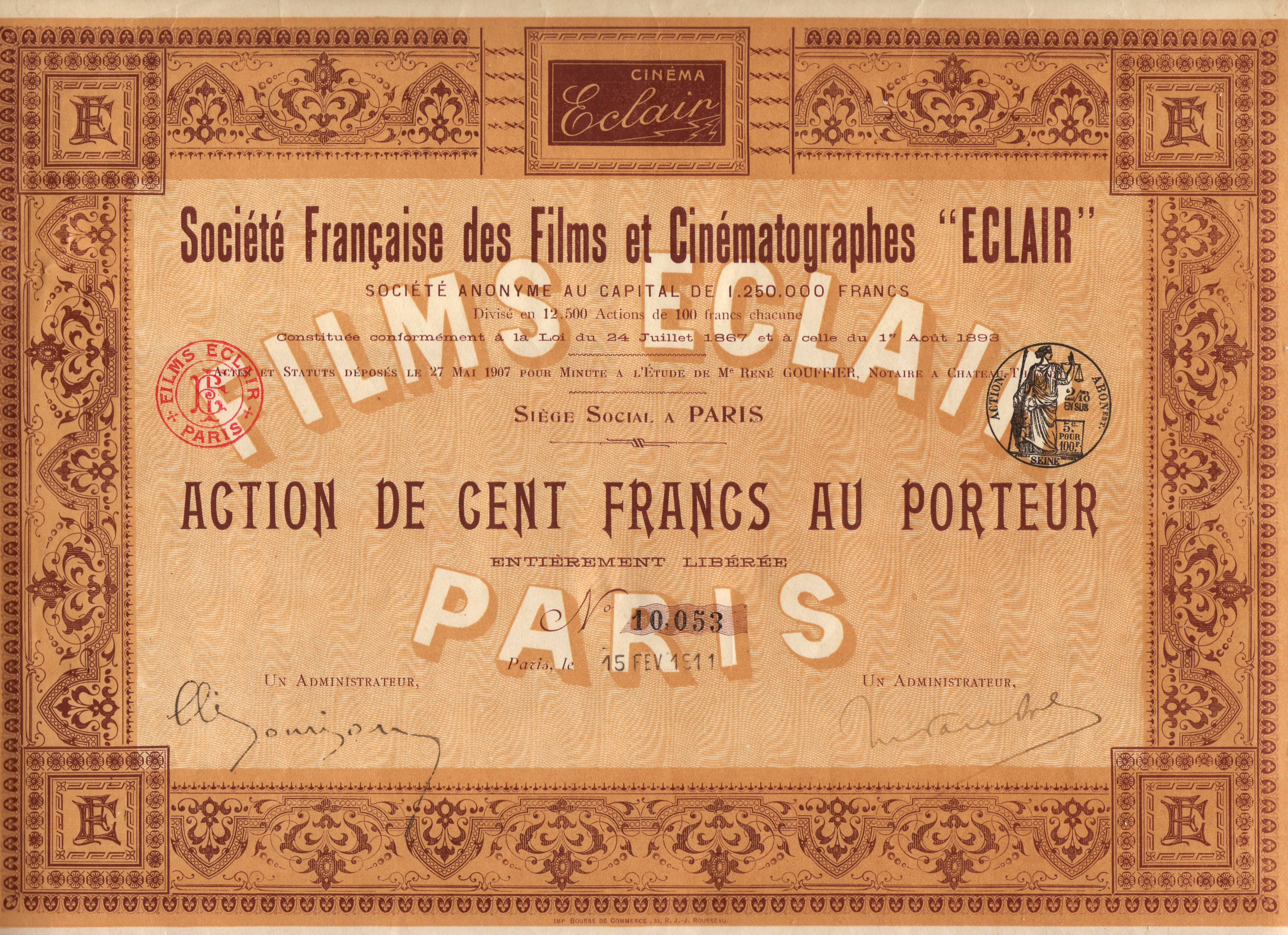
Aktie von 1911